# Mette Bloch Jensen
Mette Bloch Jensen (13 de febrero de 1966) es una deportista danesa que compitió en remo. Ganó cuatro medallas en el Campeonato Mundial de Remo entre los años 1990 y 1993.

## Palmarés internacional
| Campeonato Mundial | Campeonato Mundial       | Campeonato Mundial | Campeonato Mundial      |
| Año                | Lugar                    | Medalla            | Prueba                  |
| ------------------ | ------------------------ | ------------------ | ----------------------- |
| 1990               | Tasmania (Australia)     | Medalla de oro     | Scull individual ligero |
| 1991               | Viena (Austria)          | Medalla de bronce  | Scull individual ligero |
| 1992               | Montreal (Canadá)        | Medalla de oro     | Scull individual ligero |
| 1993               | Račice (República Checa) | Medalla de bronce  | Scull individual ligero |